# FRUITS CLiPPER
『FRUITS CLiPPER』（フルーツ・クリッパー）は、2006年5月10日に発売された、日本のエレクトロニックユニット、capsuleの7枚目のオリジナルアルバムである（品番：YCCC-10005）。なお、この項目では2021年8月21日に発売された本アルバムのリマスター版『FRUITS CLiPPER (2021 Remaster)』についても記述する。

## 背景について
本作発売の約20日前となる2006年4月19日に、限定12インチアナログ盤『jelly』が発売された。
前作『L.D.K. Lounge Designers Killer』から、約8ヶ月ぶりのリリースとなった。

## 楽曲について
1.CS Entrance6
BPM125で制作され、1.01748倍速されて収録されている（BPM127.185）。
2.FRUITS CLiPPER
BPM125で制作され、1.02337倍速されて収録されている（BPM127.92125）。
3.jelly (album-edit)
前作『L.D.K. Lounge Designers Killer』のiTunes Storeボーナス・トラック「jelly」の新バージョンで、限定12インチアナログ盤シングル『jelly』に収録されている「jelly (extended-mix)」のショート・バージョン。
4.CrazEEE Skyhopper
限定12インチアナログ盤シングル『jelly』に収録されている同名の楽曲のショート・バージョンで、シングル版と比べて約1分半短い。シングル、アルバム共に、別バージョンであるとの表記はない。
5.5iVE STAR
BPM124で制作され、1.02337倍速されて収録されている（BPM126.89788）。
7.Robot Disco
BPM125で制作され、1.02337倍速されて収録されている（BPM127.92125）。
8.super speeder Judy Jedy
BPM125で制作され、1.02337倍速されて収録されている（BPM127.92125）。
9.megalopolis
BPM124で制作され、1.02337倍速されて収録されている（BPM126.89788）。
10.dreamin dreamin
BPM125で制作され、1.02337倍速されて収録されている（BPM127.92125）。
11.seismic charge (ER-mix)
iTunes Storeボーナス・トラックで、限定12インチアナログ盤シングル『jelly』に収録されている「seismic charge」のリミックス・バージョン。

## タイアップについて
- フジテレビ系『ゲームセンターCX』プレゼントコーナー使用曲（#2）
- 『abnステーション』オープニングテーマ（#2）

## パッケージについて
- 初回限定盤：CD+12cmアナログディスク
- 通常盤：CD

初回限定盤には楽曲「school of electro」が収録されている12cmアナログディスク（品番：YCJC-10003）が付く。

## 収録曲について
※#2から#5までは音が繋がっている。
全作詞・作編曲: 中田ヤスタカ
| #   | タイトル                                                    | 作詞 | 作曲・編曲 | 時間 |
| --- | ----------------------------------------------------------- | ---- | ---------- | ---- |
| 1.  | 「CS Entrance6」                                            |      |            | 1:39 |
| 2.  | 「FRUITS CLiPPER」                                          |      |            | 4:09 |
| 3.  | 「jelly (album-edit)」                                      |      |            | 5:06 |
| 4.  | 「CrazEEE Skyhopper」                                       |      |            | 6:15 |
| 5.  | 「5iVE STAR」                                               |      |            | 4:43 |
| 6.  | 「Endor」                                                   |      |            | 0:31 |
| 7.  | 「Robot Disco」                                             |      |            | 2:48 |
| 8.  | 「super speeder Judy Jedy」                                 |      |            | 5:39 |
| 9.  | 「megalopolis」                                             |      |            | 4:49 |
| 10. | 「dreamin dreamin」                                         |      |            | 4:39 |
| 11. | 「seismic charge (ER-mix)」(iTunes Storeボーナス・トラック) |      |            | 5:39 |

| #  | タイトル              | 作詞 | 作曲・編曲 | 時間 |
| -- | --------------------- | ---- | ---------- | ---- |
| 1. | 「school of electro」 |      |            | 3:57 |

## カバーについて
- MEG　-「dreamin dreamin」（アルバム『BEAM』に収録）

## FRUITS CLiPPER (2021 Remaster)
『FRUITS CLiPPER (2021 Remaster)』は、2021年8月21日に発売されたCAPSULEの配信限定アルバムで、上記のアルバム『FRUITS CLiPPER』の収録曲がリマスターされて収録されている。なお、リマスター元アルバムのiTunes Storeボーナス・トラックの「seismic charge (ER-mix)」や、初回限定版12cmアナログディスク収録曲「school of electro」は収録されていない。

### 背景について
2021年8月に始動した、過去作品を、リマスター音源とビジュアライザーと共にオフィシャルYouTubeチャンネルに公開していく『CAPSULE アーカイブコレクション』という企画に伴って、リマスター音源配信第1弾として発売された。本アルバム収録曲は、同年8月10日から同月19日までの10日間、連日公開されていった。

### リマスター前からの特出した変更点
2.FRUITS CLiPPER (2021 Remaster)から、3.jelly (album-edit) (2021 Remaster)への繋ぎ
リマスター前は音が繋がっていたが、本作では間が空いている。
5.5iVE STAR (2021 Remaster)
リマスター前は最初にレーザービームなどのサウンドエフェクトが存在したが、本作では削除されている。
8.super speeder Judy Jedy (2021 Remaster)
序盤の「夜までゆらゆら〜」の箇所に、リマスター前のバージョンには存在しなかった微かなリバーブが追加されている。

### 収録曲について
※#3から#5までは音が繋がっている。
全作詞・作編曲: 中田ヤスタカ
| #   | タイトル                                    | 作詞 | 作曲・編曲 | 時間 |
| --- | ------------------------------------------- | ---- | ---------- | ---- |
| 1.  | 「CS Entrance6 (2021 Remaster)」            |      |            | 1:39 |
| 2.  | 「FRUITS CLiPPER (2021 Remaster)」          |      |            | 4:09 |
| 3.  | 「jelly (album-edit) (2021 Remaster)」      |      |            | 5:06 |
| 4.  | 「CrazEEE Skyhopper (2021 Remaster)」       |      |            | 6:15 |
| 5.  | 「5iVE STAR (2021 Remaster)」               |      |            | 4:43 |
| 6.  | 「Endor (2021 Remaster)」                   |      |            | 0:31 |
| 7.  | 「Robot Disco (2021 Remaster)」             |      |            | 2:46 |
| 8.  | 「super speeder Judy Jedy (2021 Remaster)」 |      |            | 5:40 |
| 9.  | 「megalopolis (2021 Remaster)」             |      |            | 4:50 |
| 10. | 「dreamin dreamin (2021 Remaster)」         |      |            | 4:38 |